# Alternanthera mexicana
Alternanthera mexicana är en amarantväxtart som beskrevs av Horace Bénédict Alfred Moquin-Tandon. Alternanthera mexicana ingår i släktet alternanter, och familjen amarantväxter. Inga underarter finns listade i Catalogue of Life.